# ملک‌آباد (فورگ)
ملک‌آباد روستایی در دهستان فورگ بخش فورگ شهرستان داراب استان فارس ایران است.

## جمعیت
بر پایه سرشماری عمومی نفوس و مسکن در سال ۱۳۹۵ جمعیت این مکان این روستا بدون جمعیت بوده‌است.